# Œnotros
Dans la mythologie grecque, Œnotros (en grec ancien Οἴνωτρος) est le plus jeune des fils de Lycaon, roi d'Arcadie. Il s'établit dans l'Italie méridionale vers l'an 1710 av. J.-C., et donna son nom à cette contrée : l'Œnotrie. Quelques-uns prétendent qu'Œnotros était un roi sabin.

## Mythe
Œnotros est une prince d'Arcadie, le plus jeunes des cinquante fils du roi Lycaon. Lorsque son père divise le Péloponnèse entre ces derniers, insatisfait de ce partage, il émigre dans la péninsule italienne en compagnie d'un de ses frères: Peucetius (en grec ancien Πευκέτιος). Selon les traditions grecques et romaines, il s'agissait de la première expédition envoyée de Grèce pour fonder une colonie, bien avant la guerre de Troie. Il était l'éponyme de l'Œnotrie (en grec ancien Οἰνωτρία / Oenotria), donnant son nom à la péninsule italienne, en particulier la passe sud (la Calabre moderne),.